# Kiriłł Suchariew
Kiriłł Suchariew, rus. Кирилл Сухарев (ur. 24 maja 1992) – rosyjski lekkoatleta specjalizujący się w skoku w dal.
W 2013 zdobył brązowy medal młodzieżowych mistrzostw Europy w Tampere.
Rekordy życiowe: stadion – 8,13 (9 czerwca 2014, Moskwa); hala – 7,98 (8 lutego 2015, Moskwa).

## Osiągnięcia
| Rok  | Impreza                        | Miejsce | Lokata     | Wynik |
| ---- | ------------------------------ | ------- | ---------- | ----- |
| 2013 | Młodzieżowe mistrzostwa Europy | Tampere | 3. miejsce | 7,90  |